# Football League Championship 2017-2018
La Football League Championship 2017-2018 è stato il 115º campionato inglese di calcio di seconda divisione, il trentesimo coi play-off e a 24 squadre.

## Avvenimenti

### Cambiamenti di squadra dalla scorsa stagione

#### Dalla Championship
Promosse in Premier League
- Newcastle Utd
- Brighton
- Huddersfield Town

Retrocesse in League One
- Blackburn
- Wigan
- Rotherham Utd

#### In Championship
Retrocesse dalla Premier League
- Hull City
- Middlesbrough
- Sunderland

Promosse dalla League One
- Sheffield Utd
- Bolton
- Millwall

## Squadre partecipanti
| Squadra           | Stagione | Città               | Stadio               | Stagione 2016-2017                        |
| ----------------- | -------- | ------------------- | -------------------- | ----------------------------------------- |
| Aston Villa       | Dettagli | Birmingham          | Villa Park           | 12º posto in Football League Championship |
| Barnsley          | Dettagli | Barnsley            | Oakwell              | 14º posto in Football League Championship |
| Birmingham City   | Dettagli | Birmingham          | St Andrew's          | 19º posto in Football League Championship |
| Bolton            | Dettagli | Bolton              | Macron Stadium       | 2º posto in Football League One           |
| Brentford         | Dettagli | Londra (Hounslow)   | Griffin Park         | 10º posto in Football League Championship |
| Bristol City      | Dettagli | Bristol             | Ashton Gate Stadium  | 17º posto in Football League Championship |
| Burton Albion     | Dettagli | Burton upon Trent   | Pirelli Stadium      | 20º posto in Football League Championship |
| Cardiff City      | Dettagli | Cardiff             | Cardiff City Stadium | 13º posto in Football League Championship |
| Derby County      | Dettagli | Derby               | iPro Stadium         | 9º posto in Football League Championship  |
| Fulham            | Dettagli | Londra (H.e Fulham) | Craven Cottage       | 6º posto in Football League Championship  |
| Hull City         | Dettagli | Kingston upon Hull  | KC Stadium           | 18º posto in Premier League               |
| Ipswich Town      | Dettagli | Ipswich             | Portman Road         | 16º posto in Football League Championship |
| Leeds Utd         | Dettagli | Leeds               | Elland Road          | 7º posto in Football League Championship  |
| Middlesbrough     | Dettagli | Middlesbrough       | Riverside Stadium    | 19º posto in Premier League               |
| Millwall          | Dettagli | Londra (Lewisham)   | The Den              | 6º posto in Football League One           |
| Norwich City      | Dettagli | Norwich             | Carrow Road          | 8º posto in Football League Championship  |
| Nottingham Forest | Dettagli | Nottingham          | City Ground          | 21º posto in Football League Championship |
| Preston N.E.      | Dettagli | Preston             | Deepdale             | 11º posto in Football League Championship |
| QPR               | Dettagli | Londra (H.e Fulham) | Loftus Road          | 18º posto in Football League Championship |
| Reading           | Dettagli | Reading             | Madejski Stadium     | 3º posto in Football League Championship  |
| Sheffield Weds    | Dettagli | Sheffield           | Hillsborough Stadium | 4º posto in Football League Championship  |
| Sheffield Utd     | Dettagli | Sheffield           | Bramall Lane         | 1º posto in Football League One           |
| Sunderland        | Dettagli | Sunderland          | Stadium of Light     | 20º posto in Premier League               |
| Wolverhampton     | Dettagli | Wolverhampton       | Molineux Stadium     | 15º posto in Football League Championship |

### Allenatori, capitani e primatisti
| Squadra             | Allenatore                                                                                               | Capitano         | Più presente | Cannoniere |
| ------------------- | --- | ---------------- | ------------ | ---------- |
| Aston Villa         | Steve Bruce                                                                                              | John Terry       |              |            |
| Barnsley            | ( Paul Heckingbottom 1ª-30ª) → Josè Morais (31ª-)                                                        | Angus MacDonald  |              |            |
| Birmingham City     | ( Harry Redknapp 1ª-8ª) →( Lee Carsley ad interim 9ª-10) →( Steve Cotterill 11ª-35ª) → Garry Monk (36ª-) | Michael Morrison |              |            |
| Bolton              | Phil Parkinson                                                                                           | Darren Pratley   |              |            |
| Brentford           | Dean Smith                                                                                               | John Egan        |              |            |
| Bristol City        | Lee Johnson                                                                                              | Bailey Wright    |              |            |
| Burton Albion       | Nigel Clough                                                                                             | John Mousinho    |              |            |
| Cardiff City        | Neil Warnock                                                                                             | Sean Morrison    |              |            |
| Derby County        | Gary Rowett                                                                                              | Richard Keogh    |              |            |
| Fulham              | Slaviša Jokanović                                                                                        | Tom Cairney      |              |            |
| Hull City           | ( Leonid Sluckij 1ª-30ª) → Nigel Adkins (31ª-)                                                           | Michael Dawson   |              |            |
| Ipswich Town        | ( Mick McCarthy 1ª-42ª) → Bryan Klug (43ª-)                                                              | Luke Chambers    |              |            |
| Leeds United        | ( Thomas Christiansen 1ª-30ª) → Paul Heckingbottom (31ª-)                                                | Liam Cooper      |              |            |
| Middlesbrough       | ( Garry Monk 1ª-23ª) → Tony Pulis (24ª-)                                                                 | Grant Leadbitter |              |            |
| Millwall            | Neil Harris                                                                                              | Tony Craig       |              |            |
| Norwich City        | Daniel Farke                                                                                             | Russell Martin   |              |            |
| Nottingham Forest   | ( Mark Warburton 1ª-26ª) →( Gary Brazil ad interim 27ª) → Aitor Karanka (28ª-)                           | Matt Mills       |              |            |
| Preston North End   | Alex Neil                                                                                                | Tom Clarke       |              |            |
| Queens Park Rangers | Ian Holloway                                                                                             | Nedum Onuoha     |              |            |
| Reading             | ( Jaap Stam 1ª-38ª) → Paul Clement (39ª-)                                                                | Paul McShane     |              |            |
| Sheffield United    | Chris Wilder                                                                                             | Billy Sharp      |              |            |
| Sheffield Wednesday | ( Carlos Carvalhal 1ª-24ª) → Jos Luhukay (25ª-)                                                          | Glenn Loovens    |              |            |
| Sunderland          | ( Simon Grayson 1ª-15ª) →( Robbie Stockdale ad interim 16ª) → Chris Coleman (17ª-)                       | Lee Cattermole   |              |            |
| Wolverhampton       | Nuno Espírito Santo                                                                                      | Danny Batth      |              |            |

## Classifica finale
Fonte
|  | Pos. | Squadra           | Pt | G  | V  | N  | P  | GF | GS | DR  |
|  | ---- | ----------------- | -- | -- | -- | -- | -- | -- | -- | --- |
|  | 1.   | Wolverhampton     | 99 | 46 | 30 | 9  | 7  | 82 | 39 | +43 |
|  | 2.   | Cardiff City      | 90 | 46 | 27 | 9  | 10 | 69 | 39 | +30 |
|  | 3.   | Fulham            | 88 | 46 | 25 | 13 | 8  | 79 | 46 | +33 |
|  | 4.   | Aston Villa       | 83 | 46 | 24 | 11 | 11 | 72 | 42 | +30 |
|  | 5.   | Middlesbrough     | 76 | 46 | 23 | 9  | 14 | 67 | 45 | +22 |
|  | 6.   | Derby County      | 75 | 46 | 20 | 15 | 11 | 70 | 48 | +22 |
|  | 7.   | Preston N.E.      | 73 | 46 | 19 | 16 | 11 | 57 | 46 | +11 |
|  | 8.   | Millwall          | 72 | 46 | 19 | 15 | 12 | 56 | 45 | +11 |
|  | 9.   | Brentford         | 69 | 46 | 18 | 15 | 13 | 62 | 52 | +10 |
|  | 10.  | Sheffield Utd     | 69 | 46 | 20 | 9  | 17 | 62 | 55 | +7  |
|  | 11.  | Bristol City      | 67 | 46 | 17 | 16 | 13 | 67 | 58 | +9  |
|  | 12.  | Ipswich Town      | 60 | 46 | 17 | 9  | 20 | 57 | 60 | −3  |
|  | 13.  | Leeds Utd         | 60 | 46 | 17 | 9  | 20 | 59 | 64 | −5  |
|  | 14.  | Norwich City      | 60 | 46 | 15 | 15 | 16 | 49 | 60 | −11 |
|  | 15.  | Sheffield Weds    | 57 | 46 | 14 | 15 | 17 | 59 | 60 | −1  |
|  | 16.  | QPR               | 56 | 46 | 15 | 11 | 20 | 58 | 70 | −12 |
|  | 17.  | Nottingham Forest | 53 | 46 | 15 | 8  | 23 | 51 | 65 | −14 |
|  | 18.  | Hull City         | 49 | 46 | 11 | 16 | 19 | 70 | 70 | 0   |
|  | 19.  | Birmingham City   | 46 | 46 | 13 | 7  | 26 | 38 | 68 | −30 |
|  | 20.  | Reading           | 44 | 46 | 10 | 14 | 22 | 48 | 70 | −22 |
|  | 21.  | Bolton            | 43 | 46 | 10 | 13 | 23 | 39 | 74 | −35 |
|  | 22.  | Barnsley          | 41 | 46 | 9  | 14 | 23 | 48 | 72 | −24 |
|  | 23.  | Burton Albion     | 41 | 46 | 10 | 11 | 25 | 38 | 81 | −43 |
|  | 24.  | Sunderland        | 37 | 46 | 7  | 16 | 23 | 52 | 80 | −28 |

Legenda:

      Promosse in Premier League 2018-2019
 Ammesse ai play-off per un posto in Premier League 2018-2019
      Retrocesse in Football League One 2018-2019
Note:

Tre punti a vittoria, uno a pareggio, zero a sconfitta.

## Play-off
Tabellone
|  | Semifinali | Semifinali    | Semifinali | Semifinali | Semifinali |  |  | Finale | Finale      | Finale |  |
|  |            |               |            |            |            |  |  |        |             |        |  |
|  | 6          | Derby County  | 1          | 0          | 1          |  |  |        |             |        |  |
|  | 3          | Fulham        | 0          | 2          | 2          |  |  | 3      | Fulham      | 1      |  |
|  | 5          | Middlesbrough | 0          | 0          | 0          |  |  | 4      | Aston Villa | 0      |  |
|  | 4          | Aston Villa   | 1          | 0          | 1          |  |  |        |             |        |  |

### Semifinali
| Squadra 1     | Totale | Squadra 2   | Andata | Ritorno |
| ------------- | ------ | ----------- | ------ | ------- |
| Derby County  | 1 - 2  | Fulham      | 1 - 0  | 0 - 2   |
| Middlesbrough | 0 - 1  | Aston Villa | 0 - 1  | 0 - 0   |

### Finale
| Arbitro: | Anthony Taylor |

|  |           |             |
|  | Marcatori | 23’ Cairney |

## Statistiche

### Individuali

#### Classifica marcatori
| Gol |  |  | Giocatore          | Squadra                |
| --- |  |  | ------------------ | ---------------------- |
| 21  |  |  | Matěj Vydra        | Derby County           |
| 20  |  |  | Lewis Grabban      | Aston Villa Sunderland |
| 19  |  |  | Bobby Reid         | Bristol City           |
| 19  |  |  | Leon Clarke        | Sheffield United       |
| 17  |  |  | Diogo Jota         | Wolverhampton          |
| 16  |  |  | Martyn Waghorn     | Ipswich Town           |
| 15  |  |  | Ryan Sessegnon     | Fulham                 |
| 15  |  |  | Britt Assombalonga | Middlesbrough          |
| 14  |  |  | Albert Adomah      | Aston Villa            |
| 14  |  |  | James Maddison     | Norwich                |
| 14  |  |  | Jarrod Bowen       | Hull City              |
| 13  |  |  | Léo Bonatini       | Wolverhampton          |
| 13  |  |  | Billy Sharp        | Sheffield United       |